# Симеон Даремский
Симеон Даремский (англ. Simeon of Durham, норманд. Siméon de Durham, лат. Symeon Dunelmensis; около 1060 — после 14 октября 1130) — средневековый английский хронист, монах-бенедиктинец из Даремского приората, автор «Истории королей англов и данов» (лат. Historia regum Anglorum et Danorum) и ряда других работ по истории Англии XI — начала XII веков.

## Биография
О Симеоне Даремском известно немного. В юности он, вероятно, обучался в качестве послушника в бенедиктинском монастыре в Ярроу, основанном в 1074 году епископом Уильямом Валшером и в 1083 году переведённым в Дарем епископом Вильгельмом де Сен-Кале, и в 1085 или 1086 году принял там постриг. 
По другим данным, он родился в Нормандии, где и получил своё образование, в 1088—1091 годах сблизился с епископом Вильгельмом, находившимся там в изгнании, а затем вместе с ним вернулся в Дарем, где трудился в монастырском скриптории, активно занимаясь переписыванием церковных и исторических книг. В своих трудах он, в частности, сообщает о том, как монахи из Ярроу служили службы в Тайнмуте и в Даремском соборе при епископе Валшере, а также о своём присутствии при перенесении туда в 1104 году мощей Святого Кутберта Линдисфарнского.
Известно, что в 1126 году он служил регентом церковного хора в Дареме, засвидетельствовав видение местного 13-летнего подростка Орма. Палеографическое исследование его записей в «Книге регента Дарема», сделанных между 1090-м и 1128 годом, позволило установить его авторство в отношении ряда сочинений, включая исторические. Около 1129 года он завершил создание своей основной работы — «Истории королей англов и данов» (лат. Historia regum Anglorum et Danorum), вскоре после чего, вероятно, скончался в своей обители. 
Известный антикварий эпохи Тюдоров Джон Бейл на основании хронологической ошибки считал, что Симеон был жив ещё в 1164 году, на основании чего историк первой половины XVII века Джон Селден отвергал его авторство в отношении трудов по истории Даремской церкви эпохи норманнского завоевания, приписывая их некому Тюрго, служившему в 1104 году настоятелем Даремского собора. Но в 1732 году утверждение это опровергнуто было Раддом, автором предисловия и комментариев к изданию их Томасом Бедфордом, установившим, что под 1138 годом в монастырских документах упоминается уже в качестве нового регента некий Вильгельм из прихода Св. Варвары.

## Сочинения
Симеон Даремский считается продолжателем традиций нортумбрийской школы англосаксонской летописной литературы, опиравшейся на труды Беды Достопочтенного. Его «Historia regum Anglorum et Danorum» составлена в качестве продолжения знаменитой «Церковной истории народа англов» Беды (732). При описании событий в Англии со времени смерти Беды до 957 года Симеон, очевидно, использовал некую не дошедшую до нас нортумбрийскую хронику, автор которой опирался в ранней части на «Жизнь короля Альфреда» Ассера. Материалы, посвящённые периоду с середины IX века до 1121 года, практически полностью заимствованы им из работы Иоанна Вустерского. Лишь последняя часть книги, охватывающая 1121—1129 годы, является независимым источником, основанным на воспоминаниях и свидетельствах самого хрониста, хотя и здесь он, вероятно, частично пользовался «Новой историей» Эдмера из Кентербери. После смерти Симеона его работа была продолжена Ричардом и Иоанном, последовательными приорами Гексемского монастыря Св. Андрея в Нортумбрии, которые довели летопись событий до 1154 года. Работа Симеона на протяжении всего Средневековья пользовалась широкой известностью, а сам автор ставился в один ряд с Бедой Достопочтенным.
Помимо «Истории королей англов и данов», перу Симеона Даремского принадлежит «История Даремской церкви» (лат. Historia ecclesiae Dunelmensis), написанная между 1104 и 1108 годами, излагающая церковную историю Северной Англии до 1096 года и имеющая два анонимных продолжения  до 1154 года. Это произведение имеет большое значение как источник сведений о политической и социальной истории Северной Англии XI — начала XII веков, а также религиозной политике норманнских завоевателей в Нортумбрии. Так, по свидетельству Симеона, рыцари из окружения епископа Уильяма Валшера, приближенного и ставленника Вильгельма Завоевателя, отличавшегося благочестием, но не имевшим достаточной твёрдости и авторитета, нередко безнаказанно разоряли и убивали местных жителей-англосаксов, восстанавливая их против церкви. В результате чего, когда в 1079 году Северную Англию опустошили войска шотландского короля Малькольма III, епископу не удалось организовать им должного отпора.
Перу Симеона принадлежит, вероятно, и «Книжица о начале и преуспевании церкви Дарема» (лат. Libellus de Exordio atque Procursu istius, hoc est Dunhelmensis, Ecclesie), написанная около 1109 года и сохранившаяся, как минимум, в десяти рукописях XII—XV веков. Обнаруживая явные параллели с «Житиями аббатов» Беды, она содержит обоснование преемственности между монашеской общиной на острове Линдисфарн и общиной бенедиктинцев, водворенной в 1083 году в Дареме, и состоит их трёх книг. Первая посвящена возникновению христианской церкви в Нортумбрии и жизни Св. Кутберта, вторая содержит рассказ о его преемниках на епископской кафедре, изгнании монахов с острова викингами, скитаниях их вместе с мощами святого, секуляризацией «конгрегации Св. Кутберта» и пребывании её в 783—995 годах в Честер-ле-Стрит, в третьей сообщается о событиях от основания Даремской обители и перенесении туда в 995 году мощей Кутберта до смерти в 1096 году епископа Вильгельма. Основными источниками для книги послужили: «Церковная история» и прозаическое «Житие св. Кутберта» Беды, письмо о смерти последнего, одна из версий «Англосаксонской хроники», местные даремские анналы и списки монахов, а также устные предания.
Также Симеон признаётся автором «Анналов Линдисфарна и Дарема» и «Письма об архиепископах Йорка» (лат. Epistola ad Hugonem de archiepiscopis Eboraci), написанного в 1130 или 1132 году. Этот небольшой трактат, в основу которого, помимо анналов и сочинений Беды, легло «Житие Св. Вилфрида», послужил образцом для истории церкви Гексема, написанной около 1155 года её вышеназванным приором Ричардом. Джон Бейл приписывал Симеону авторство книги «Об осаде Дарема и доблести графа Ухтреда» (лат. De Obsessione Dunelmi et de probitate Uchtredi Comitis), а также последней части «Чудес и переводов Св. Кутберта» (лат. De Miraculis et Translationibus Cuthberti). 
«История королей англов и данов» и другие труды Симеона Даремского впервые напечатаны были в 1652 году историком Роджером Твисденом в сборнике средневековых хроник «Десять писателей истории Англии» (лат. Historiae Anglicanae Scriptores Decem), а в 1732 году переизданы вышеназванным Бедфордом. Комментированный английский перевод его исторических сочинений был выпущен в 1855 году в Лондоне историком-архивистом Джозефом Стивенсоном во второй части третьего тома «Собрания церковных историков Англии», а в 1868 году все они, кроме «Истории Даремской церкви», подготовлены были к изданию для «Общества Сертиса» Джоном Ходжсоном-Хайндом под заглавием «Труды Симеона Даремского» (англ. Simeon of Durham's Works). Первая часть «Истории королей» выпущена была в «Monumenta Historica Britannica», а полное научное издание её в двух томах выпущено было в 1882 и 1885 годах в академической «Rolls Series» под редакцией филолога Томаса Арнольда, и в 2012 году переиздано было в Кембридже.

## Издания
- Памятники истории Англии / Пер. и комм. Д. М. Петрушевского. — М.: Соцэкгиз, 1936.
- Симеон Даремский. Письмо об архиепископах Йорка / Пер. с лат. С. Г. Мереминского // Средние века. — Вып. 66. — М., 2005.

- The historical works of Simeon of Durham // The Church Historians of England. Translated from the original Latin, with a prefaces and notes by Joseph Stevenson. — Volume III. — Part 2. — London: Seeleys, 1855. — pp. 423–791.
- Symeonis Dunelmensis Opera et Collectanea. Edited by Hodgson Hinde. — Volumes I—II. — Durham: Surtees Society, 1868.
- Symeonis Monachi Opera Omnia. Edited by Thomas Arnold. — Volumes I—II. — London, 1882—1885.